# کلایدبنک
latitudeکلایدبنکlongitudeکلایدبنک
کلایدبنک (به انگلیسی: Clydebank) یک شهر در اسکاتلند است که در دونبارتونشر غربی واقع شده‌است.

## خصوصیات
کلایدبنک ۱۰۰٬۰۰۰ نفر جمعیت دارد.

## خواهرخوانده
شهر ارژانتوی خواهرخواندهٔ کلایدبنک هست.